# Kawasaki Z 650
La Kawasaki Z 650 est une moto produite par Kawasaki de 1976 à 1983, d'une cylindrée de 652 cm3, dotée d'un double arbre à cames en tête et d'une boîte de vitesses à cinq rapports.
La Z 650 a été lancée sur le marché en 1976 et a rapidement connu un succès populaire. Son moteur développe 64 ch, elle affiche un poids en marche de 220 kg et est construite pour atteindre la vitesse maximale de 190 km/h.
La Z 650 est considérée comme « la fille de la Z1 » conçue par Mr Z1 : Ben Inamura. La Z 650 était aussi agile qu'une 500 avec les performances d'une 750.
| Années de production | Modèle type | No de série   |
| -------------------- | ----------- | ------------- |
| 1976/1977            | B1          | KZ650B-000001 |
| 1978                 | B2          | KZ650B-027501 |
| 1978                 | C2          | KZ650C-010001 |
| 1979                 | B3          | KZ650B-046201 |
| 1979                 | C3          | KZ650C-022801 |
| 1979                 | D2 (SR)     | KZ650D-010601 |
| 1980                 | D3          | KZ650D-026001 |
| 1980                 | F1          | KZ650F-000001 |
| 1981                 | F2          | KZ650F-007201 |
| 1981                 | D4          | KZ650D-028101 |
| 1982                 | F3          | KZ650F-012401 |
| 1983                 | F4          | KZ650F-014301 |

La F2 a été largement modifiée par rapport à la F1. Elle intègre beaucoup d'éléments de la Z 750 E. Le moteur a maintenant une finition noire et dispose d'un allumage électronique. Elle était disponible en trois couleurs, rouge, bleu ou vert. Le kick-starter disparait comme sur la Z 750 E. Un arceau de maintien passager est aussi installé.

## Z 650 (2017)
Le moteur de ce roadster lancé en 2017 est issu de l'ER-6n. Son poids pleins faits est de 187 kg.